# Makroobjektiv

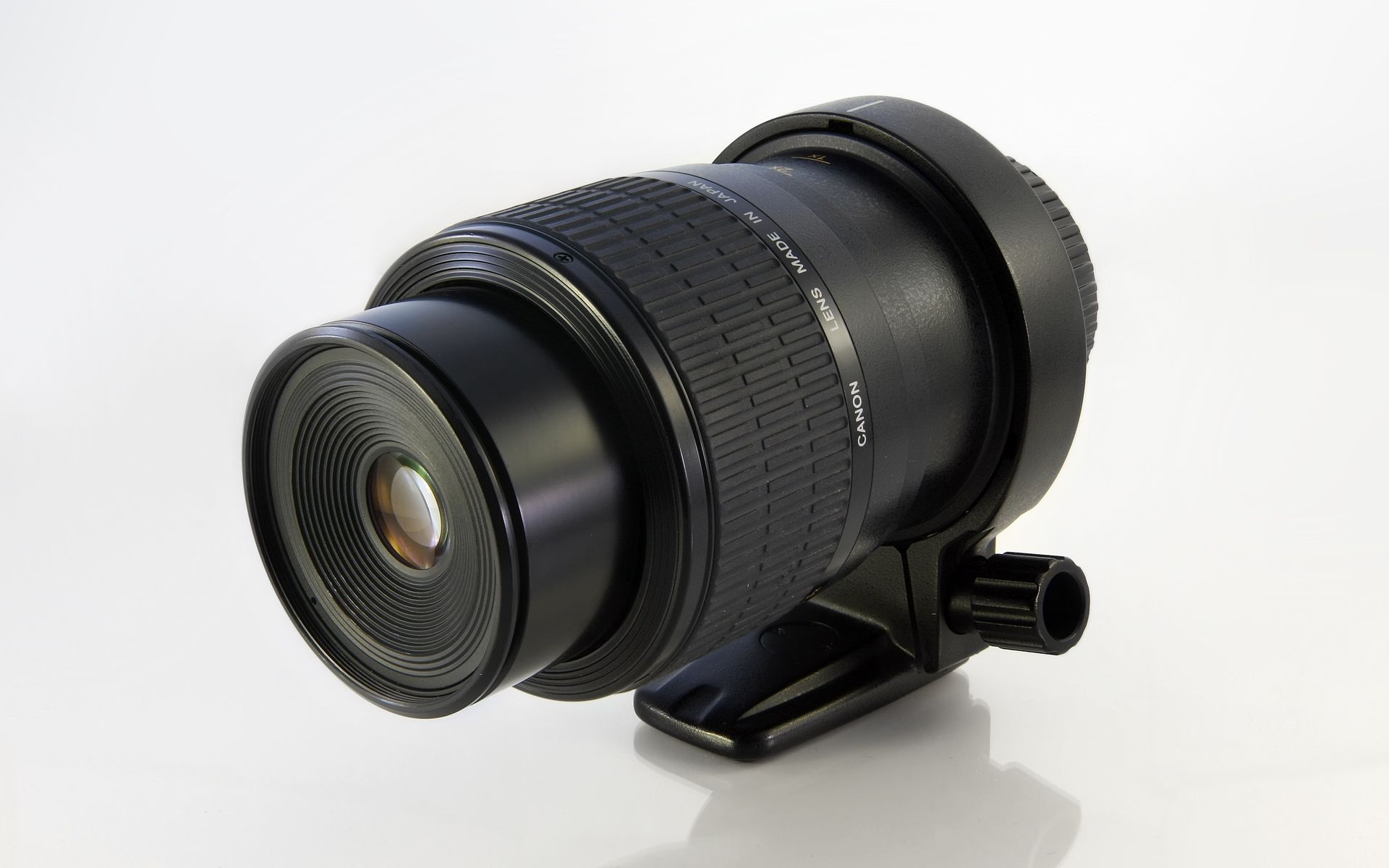
Canon MP-E65mm

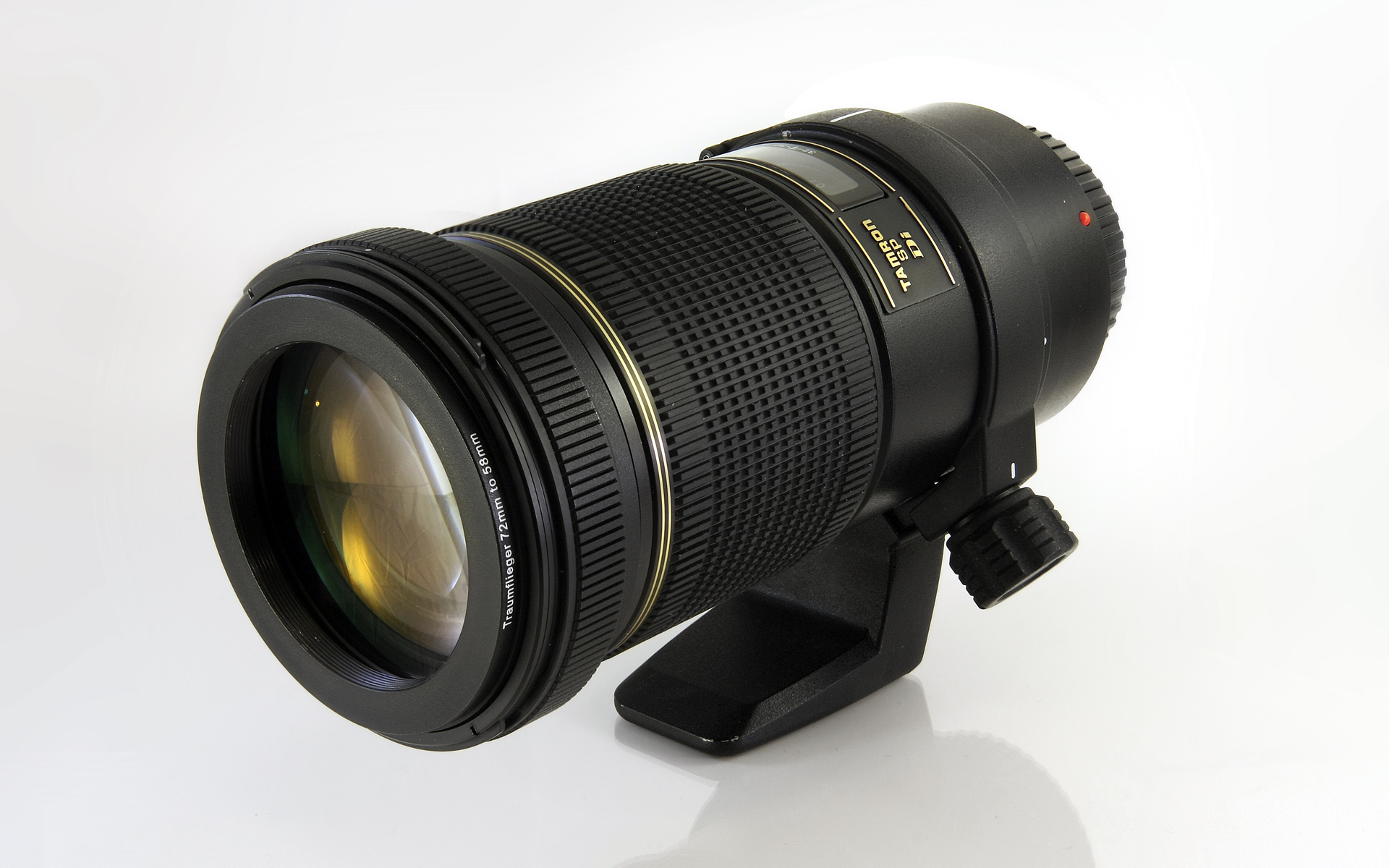
Tamron 180mm makroobjektiv

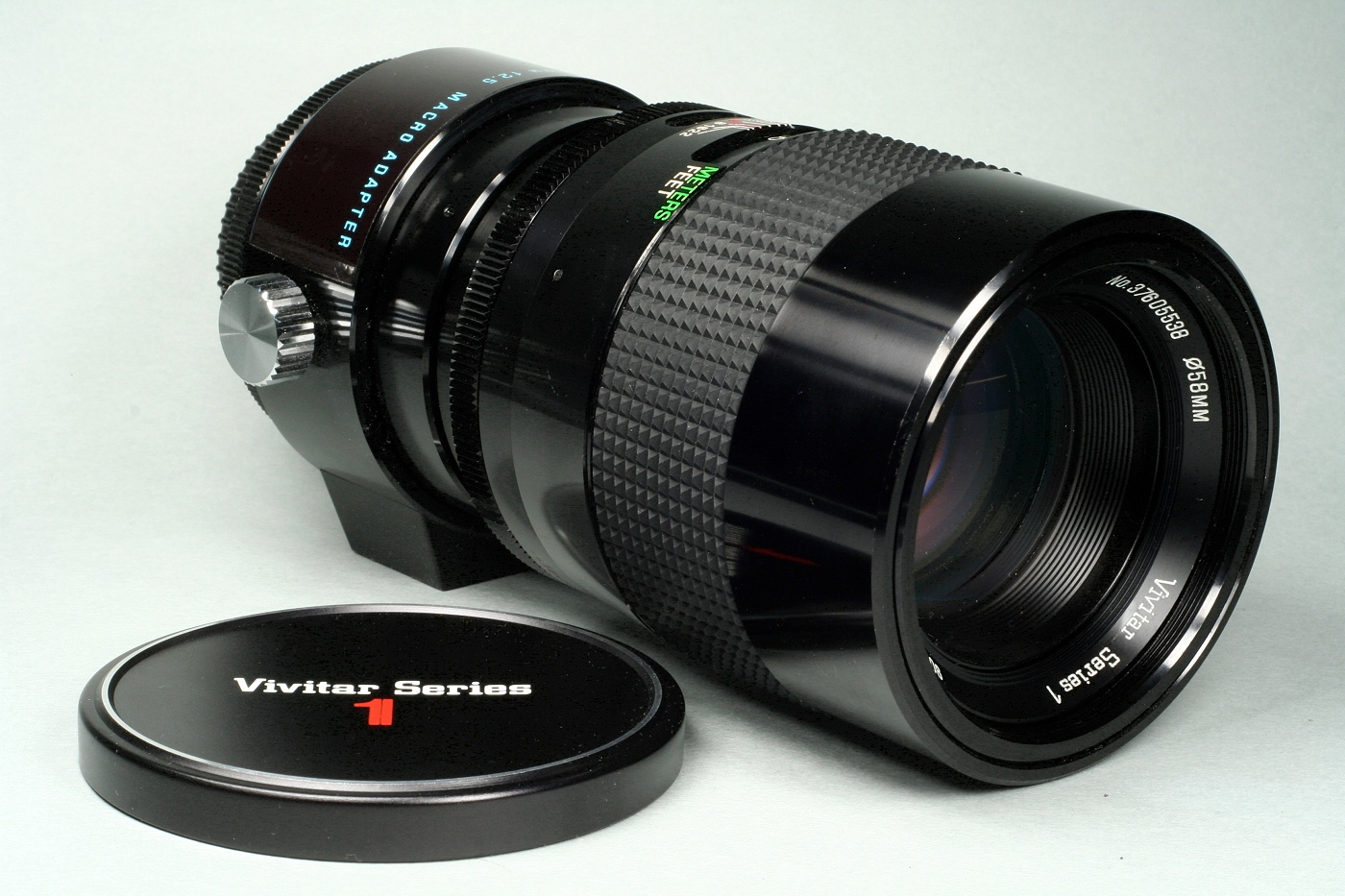
Vivitar 90mm makro

Makroobjektiv är objektiv med en bra närgräns och bra avbildningsförhållande som används inom makrofotografin. Det vanliga var att fotografen köpte en 50 mm makronormal och använde det objektivet som ett normalobjektiv eftersom detta fungerar bra både för närbildsfotografering och vanlig fotografering på andra avstånd.
Vanliga brännvidder för makroobjektiv är längre än normalobjektivens och når in i teleobjektivens brännvidder, till exempel 50 mm (normal), 105 mm (tele) eller 150 mm (tele). Bra makroobjektiv är ofta fasta objektiv. En egenskap hos fasta objektiv, och således även för makroobjektiv, är att de har ett lågt ljusvärde (stort ljusinsläpp), ofta runt 2,8. 
Ett normalobjektiv för en spegelreflexkamera går att vända bak och fram med en omvändningsring så att det fungerar som ett makrobjektiv. 
Andra sätt att uppnå makrofotografering är att använda bälg, mellanringar eller närbildslinser. Närbildslinserna har inte så hög kvalitet och fungerar bäst vid måttliga förstoringsgrader. Dessa brukar ha den optiska styrkan +1 till +3 dioptrier.
För fasta makroobjektiv kan man ofta uppnå förstoringsgraden 1:2 eller 1:1.
Många zoomobjektiv har ett makroläge som medger förstoring upp till cirka 1:4. (Ett föremåls storlek på bildsensorn utgör en fjärdedel av dess verkliga storlek.) 
Generellt minskar skärpedjupet vid närbildsfotografering.